# Controvèrsia dels correus electrònics de Hillary Clinton
La coneguda com a controvèrsia dels correus electrònics de Hillary Clinton (en anglès: Hillary Clinton email controversy) és un escàndol polític que afectà directament l'ex-secretària d'Estat i ex-candidata a la Presidència del Govern dels Estats Units a les eleccions del 2016, Hillary Clinton. L'escàndol es va donar a conèixer públicament el març del 2015, quan es va saber que Hillary Clinton, durant el seu mandat com a Secretària d'Estat dels Estats Units, havia utilitzat exclusivament el servidor de correu electrònic privat de la seva família per a les comunicacions oficials, en lloc d'utilitzar el correu electrònic oficial del Departament d'Estat protegit pels servidors federals.
Es va investigar si la seva conducta podria suposar una violació de regulacions estatals que requereixen que totes les comunicacions d'alts càrrecs siguin arxivades. D'altra banda, fent ús d'un servidor privat per als seus correus, Clinton es va exposar a hackers i va posar en risc informació del govern important i classificada.

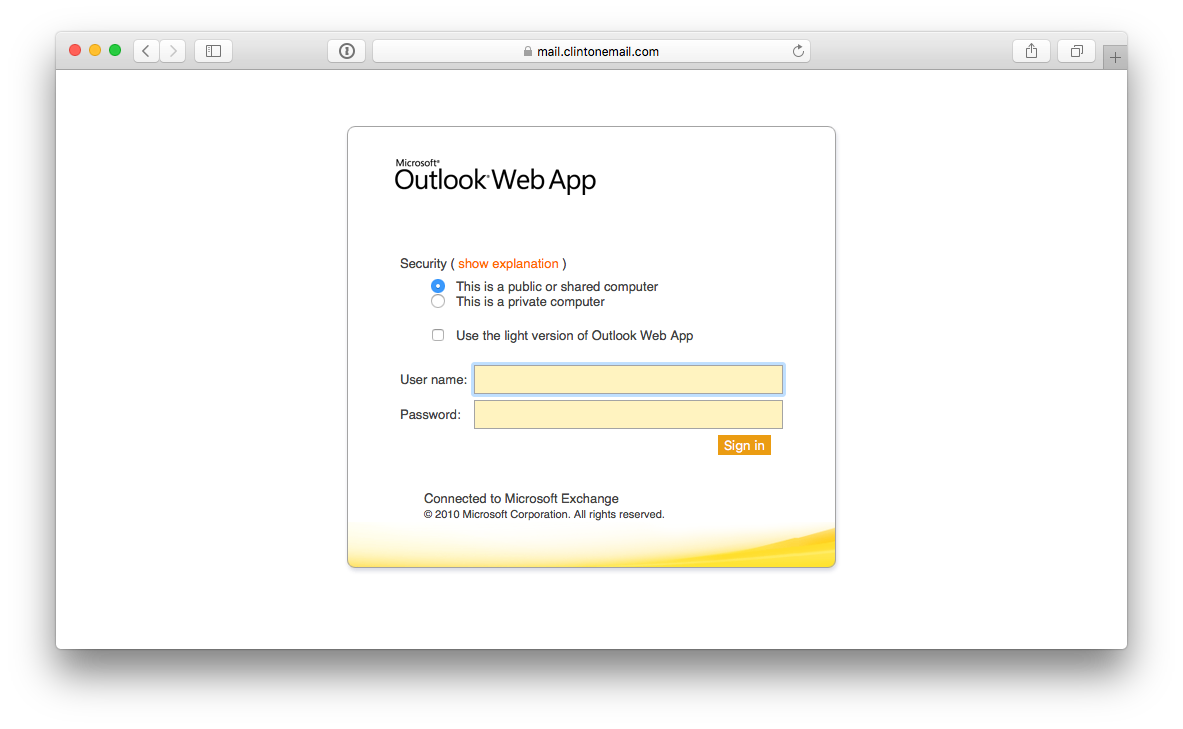
Una captura de pantalla de la pàgina d'inici de sessió d'aplicació web d'Outlook que es mostra quan navegues cap al [https://mail.clintonemail.com/owa servei de correu electrònic de Clinton

Atenent a les reclamacions dels republicans i als de la mateixa Clinton, que va demanar perdó i va insistir que es publiquessin per aclarir qualsevol dubte, el Departament d'Estat va desclassificar gairebé 300 correus, la majoria relatius a l'atemptat contra locals del Consolat dels EUA a Bengasi, a Líbia. Aquests correus electrònics ja havien sigut revisats pel Comitè de la Cambra de Representants que investigava l'atemptat de l'11 de setembre del 2012 en què va morir Chris Stevens, ambaixador dels EUA a Líbia, i tres ciutadans nord-americans.
Així mateix, al juliol també es van publicar 3.000 pàgines pertanyents a uns 1.900 correus de l'exsecretària d'Estat i el 31 d'agost es van publicar 7.000 noves pàgines dels seus correus electrònics, entre els quals en destaca un d'enviat al fundador de WikiLeaks, Julian Assange.
El cas va ser finalment desestimat pel FBI, que va anunciar que no emprendria accions legals contra Clinton.